# Castell de Glücksburg
El Castell de Glücksburg (en alemany, Schloss Glücksburg, és un castell ubicat a la localitat de Glücksburg, Alemanya. És un dels més important castells renaixentistes del Nord d'Europa. És la seu de la Casa de Schleswig-Holstein-Sonderburg-Glücksburg i també va ser utilitzat pels reis danesos. Situat al fiord de Flensburg el castell és ara un museu propietat d'una fundació, i no és habitat per la família ducal. El consell de la fundació està presidit per Christoph, Príncep de Schleswig-Holstein, l'actual duc titular i cap de la Casa de Glücksburg i la Casa d'Oldenburg.